# Saint-Chels
Saint-Chels est une commune française, située dans l'est du département du Lot en région Occitanie.
Elle est également dans le causse de Cajarc, le plus petit des quatre causses du Quercy, enserré dans les méandres du Lot et du Célé.
Exposée à un climat océanique altéré, elle est drainée par le Célé, le ruisseau de Verboul et par deux autres cours d'eau. Incluse dans le parc naturel régional des Causses du Quercy, qui a depuis 2017 le label de géoparc mondial Unesco, la commune possède un patrimoine naturel remarquable : un site Natura 2000 (la « basse vallée du Célé »), un espace protégé (la réserve naturelle nationale d'intérêt géologique du département du Lot) et quatre zones naturelles d'intérêt écologique, faunistique et floristique.
Saint-Chels est une commune rurale qui compte 142 habitants en 2022, après avoir connu un pic de population de 576 habitants en 1856.  Ses habitants sont appelés les Saint-Chélois ou  Saint-Chéloises.

## Géographie
Le bourg est situé entre les vallées du Célé et du Lot sur le causse de Saint-Chels dans le département du Lot. La commune fait partie du canton de Cajarc.

### Communes limitrophes
Les communes limitrophes sont  Brengues, Cajarc, Gréalou, Larnagol, Marcilhac-sur-Célé et Saint-Sulpice.
|                    | Saint-Sulpice | Brengues |
| Marcilhac-sur-Célé | Saint-Chels   | Gréalou  |
| Larnagol           | Cajarc        |          |

### Climat
Pour des articles plus généraux, voir Climat de l'Occitanie et Climat du Lot.
En 2010, le climat de la commune est de type climat océanique altéré, selon une étude s'appuyant sur une série de données couvrant la période 1971-2000. En 2020, Météo-France publie une typologie des climats de la France métropolitaine dans laquelle la commune est toujours exposée à un climat océanique altéré et est dans la région climatique Ouest et nord-ouest du Massif Central, caractérisée par une pluviométrie annuelle de 900 à 1 500 mm, maximale en automne et en hiver.
Pour la période 1971-2000, la température annuelle moyenne est de 11,7 °C, avec une amplitude thermique annuelle de 15,7 °C. Le cumul annuel moyen de précipitations est de 1 016 mm, avec 12,1 jours de précipitations en janvier et 6,8 jours en juillet. Pour la période 1991-2020, la température moyenne annuelle observée sur la station météorologique la plus proche, située sur la commune de Faycelles à 15 km à vol d'oiseau, est de 13,1 °C et le cumul annuel moyen de précipitations est de 806,2 mm,. Pour l'avenir, les paramètres climatiques de la commune estimés pour 2050 selon différents scénarios d’émission de gaz à effet de serre sont consultables sur un site dédié publié par Météo-France en novembre 2022.

### Milieux naturels et biodiversité

#### Espaces protégés
La protection réglementaire est le mode d’intervention le plus fort pour préserver des espaces naturels remarquables et leur biodiversité associée,.
La commune fait partie du parc naturel régional des Causses du Quercy, un espace protégé créé en 1999 et d'une superficie de 183 039 ha, qui s'étend sur 102 communes du département du Lot. La cohérence du territoire du Parc s’est fondée sur l’unité géologique d’un même socle de massif karstique, entaillé de profondes vallées. Le périmètre repose sur une unité de paysages autour de la pierre et du bâti (souvent en pierre sèche), de l’empreinte des pelouses sèches et du pastoralisme et de l’omniprésence des patrimoines naturels et culturels,. Ce parc a été classé Géoparc en mai 2017 sous la dénomination « géoparc des causses du Quercy », faisant dès lors partie du réseau mondial des Géoparcs, soutenu par l’UNESCO,.
Un  autre espace protégé est présent sur la commune : 
la réserve naturelle nationale d'intérêt géologique du département du Lot, classée en 2015 et d'une superficie de 800 ha, composée de 59 sites d'intérêts géomorphologique, minéralogique, tectonique et paléontologique remarquables,.

#### Réseau Natura 2000

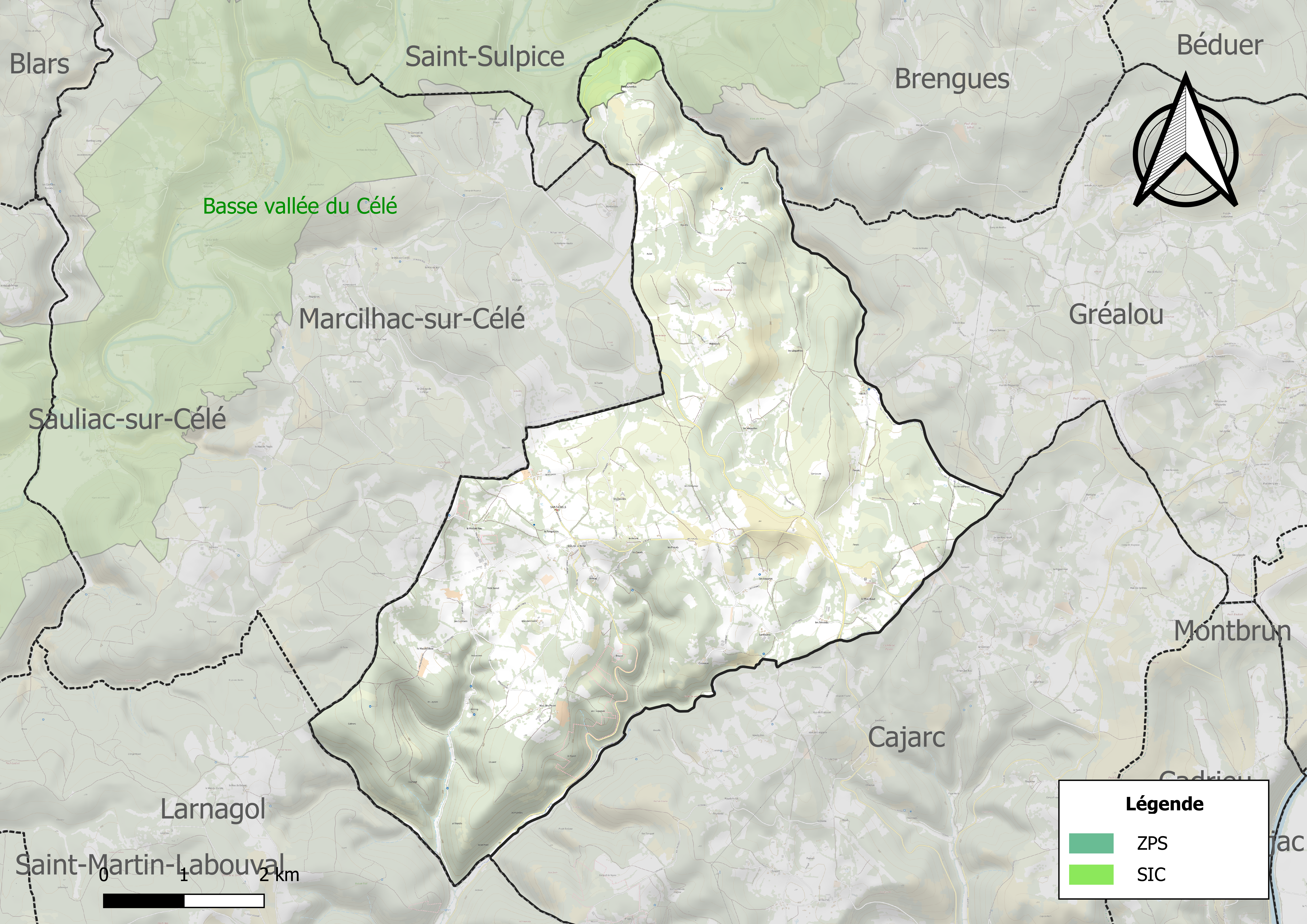
Site Natura 2000 sur le territoire communal.

Le réseau Natura 2000 est un réseau écologique européen de sites naturels d'intérêt écologique élaboré à partir des directives habitats et oiseaux, constitué de zones spéciales de conservation (ZSC) et de zones de protection spéciale (ZPS).
Un site Natura 2000 a été défini sur la commune au titre de la directive habitats : la « basse vallée du Célé », d'une superficie de 4 702 ha, abritant une faune, une flore et des milieux naturels remarquables, riches et diversifiés. 15 habitats naturels et  18 espèces, désignés au titre de la directive habitats, y ont été identifiés. Ont également été, mis en évidence la présence de plusieurs espèces remarquables et patrimoniales d'oiseaux, dont le Hibou grand-duc, le Faucon pèlerin et le Circaète Jean-le-Blanc (inscrits à la directive oiseaux).

#### Zones naturelles d'intérêt écologique, faunistique et floristique
L’inventaire des zones naturelles d'intérêt écologique, faunistique et floristique (ZNIEFF) a pour objectif de réaliser une couverture des zones les plus intéressantes sur le plan écologique, essentiellement dans la perspective d’améliorer la connaissance du patrimoine naturel national et de fournir aux différents décideurs un outil d’aide à la prise en compte de l’environnement dans l’aménagement du territoire.
Trois ZNIEFF de type 1 sont recensées sur la commune :
- les « bois et prairies du vallon du Verboul et des combes tributaires » (841 ha), couvrant 4 communes du département[21] ;
- les « combe de Bazos, bois de Mars, Camp du Verdier et pech de Fourès » (590 ha), couvrant 4 communes du département[22],
- la « rivière Célé » (1 383 ha), couvrant 15 communes du département[23] ;

et une ZNIEFF de type 2, : 
la « basse vallée du Célé » (4 063 ha), couvrant 15 communes du département.

Cartes des ZNIEFF de type 1 et 2 à Saint-Chels.
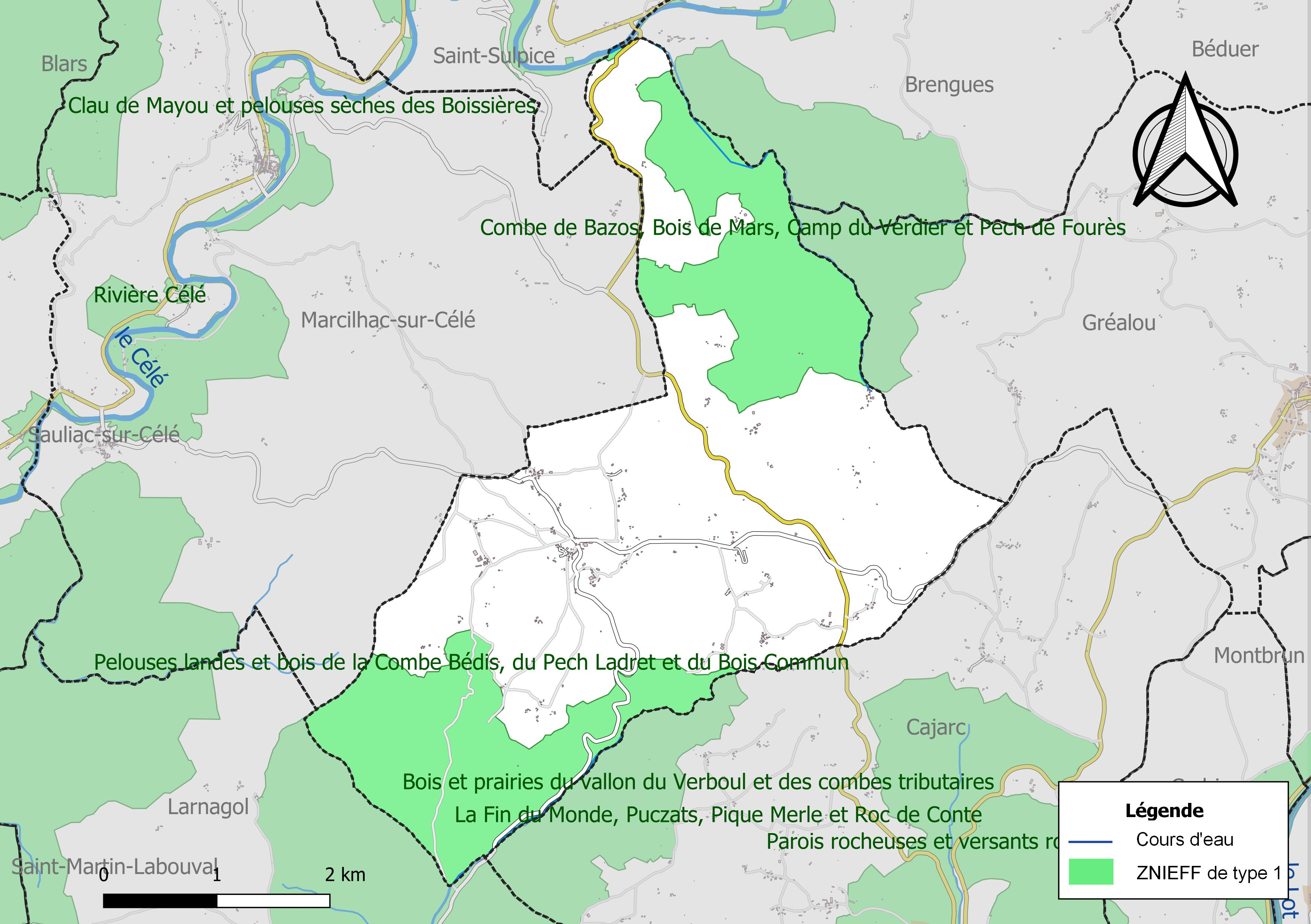
Carte des ZNIEFF de type 1 sur la commune.
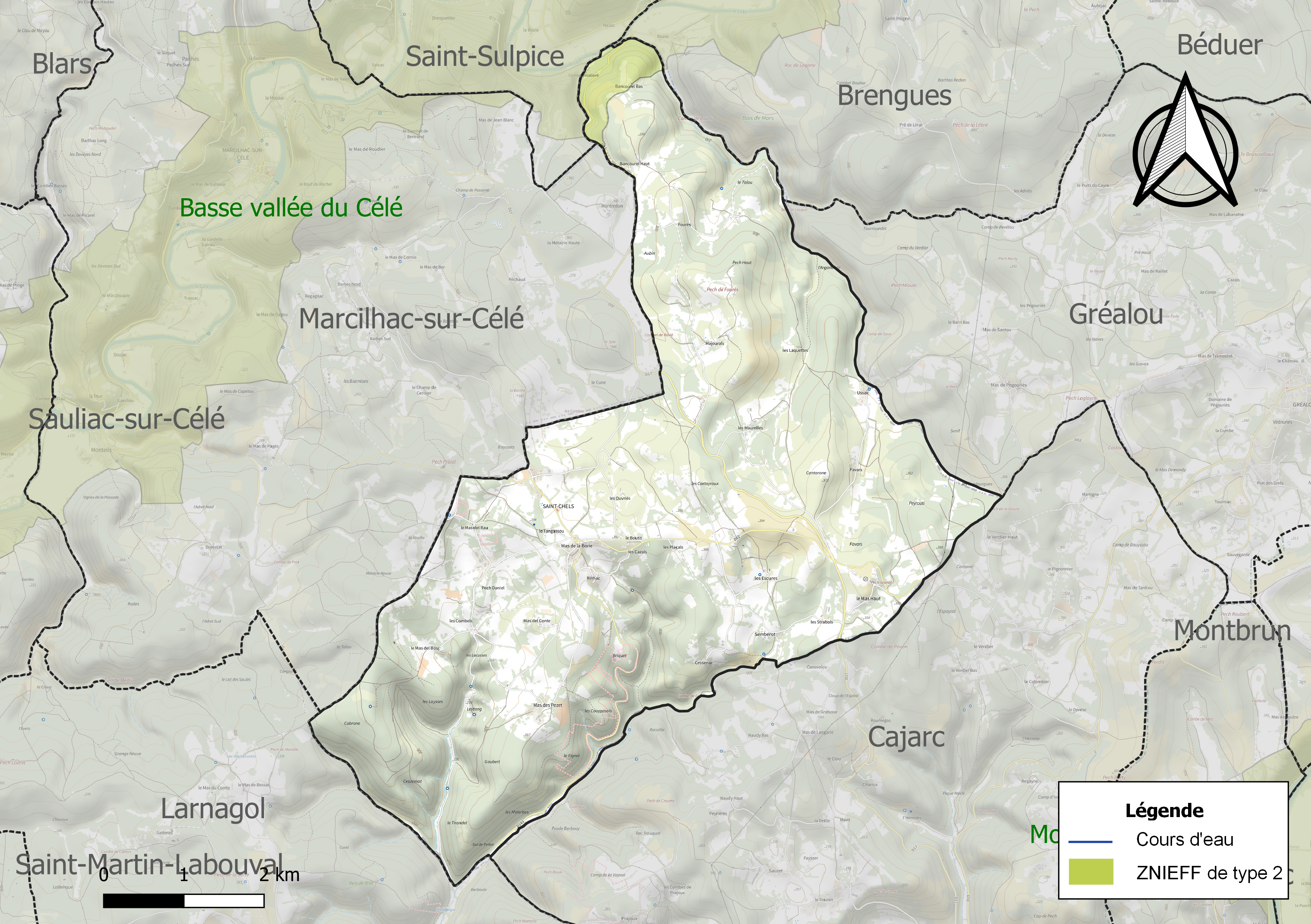
Carte de la ZNIEFF de type 2 sur la commune.

## Urbanisme

### Typologie
Au 1er janvier 2024, Saint-Chels est catégorisée commune rurale à habitat très dispersé, selon la nouvelle grille communale de densité à sept niveaux définie par l'Insee en 2022.
Elle est située hors unité urbaine et hors attraction des villes,.

### Occupation des sols
L'occupation des sols de la commune, telle qu'elle ressort de la base de données européenne d’occupation biophysique des sols Corine Land Cover (CLC), est marquée par l'importance des forêts et milieux semi-naturels (78,8 % en 2018), une proportion identique à celle de 1990 (78,8 %). La répartition détaillée en 2018 est la suivante : 
milieux à végétation arbustive et/ou herbacée (43,4 %), forêts (35,4 %), zones agricoles hétérogènes (19,5 %), prairies (1,6 %). L'évolution de l’occupation des sols de la commune et de ses infrastructures peut être observée sur les différentes représentations cartographiques du territoire : la carte de Cassini (XVIIIe siècle), la carte d'état-major (1820-1866) et les cartes ou photos aériennes de l'IGN pour la période actuelle (1950 à aujourd'hui).

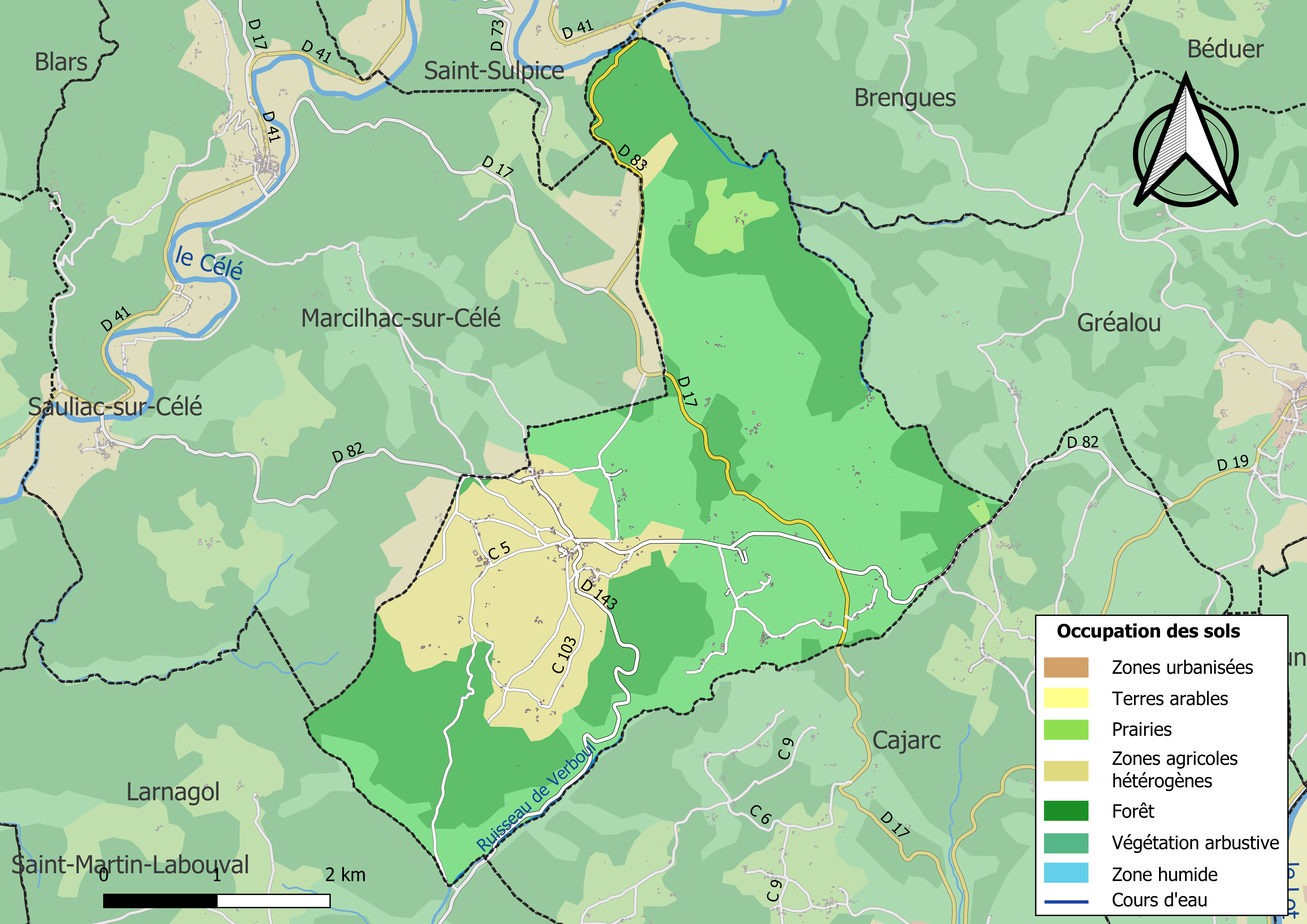
Carte des infrastructures et de l'occupation des sols de la commune en 2018 (CLC).

### Risques majeurs
Le territoire de la commune de Saint-Chels est vulnérable à différents aléas naturels : météorologiques (tempête, orage, neige, grand froid, canicule ou sécheresse), inondations, feux de forêts, mouvements de terrains et séisme (sismicité très faible). Un site publié par le BRGM permet d'évaluer simplement et rapidement les risques d'un bien localisé soit par son adresse soit par le numéro de sa parcelle.
Certaines parties du territoire communal sont susceptibles d’être affectées par le risque d’inondation par débordement de cours d'eau, notamment le Célé. La cartographie des zones inondables en ex-Midi-Pyrénées réalisée dans le cadre du XIe Contrat de plan État-région, visant à informer les citoyens et les décideurs sur le risque d’inondation, est accessible sur le site de la DREAL Occitanie. La commune a été reconnue en état de catastrophe naturelle au titre des dommages causés par les inondations et coulées de boue survenues en 1982 et 1999,.
Saint-Chels est exposée au risque de feu de forêt du fait de la présence sur son territoire du massif de la Moyenne vallée du Lot. Un plan départemental de protection des forêts contre les incendies a été approuvé par arrêté préfectoral le 30 novembre 2015 pour la période 2015-2025. Les propriétaires doivent ainsi couper les broussailles, les arbustes et les branches basses sur une profondeur de 50 mètres, aux abords des constructions, chantiers, travaux et installations de toute nature, situées à moins de 200 mètres de terrains en nature
de bois, forêts, plantations, reboisements, landes ou friches. Le brûlage des déchets issus de l’entretien des parcs et jardins des ménages et des collectivités est interdit. L’écobuage est également interdit, ainsi que les feux de type méchouis et barbecues, à l’exception de ceux prévus dans des installations fixes (non situées sous couvert d'arbres) constituant une dépendance d'habitation.

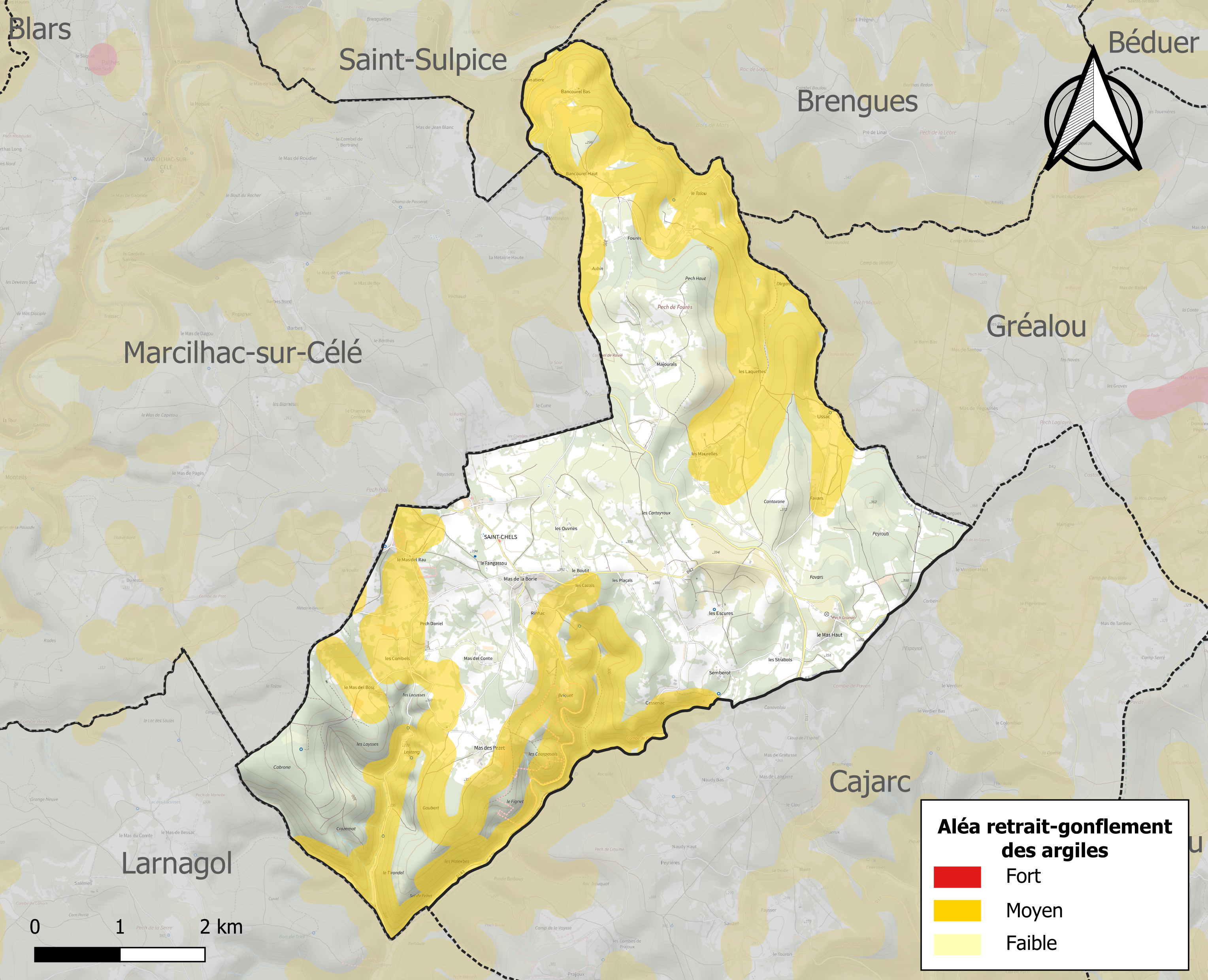
Carte des zones d'aléa retrait-gonflement des sols argileux de Saint-Chels.

Les mouvements de terrains susceptibles de se produire sur la commune sont des affaissements et effondrements liés aux cavités souterraines (hors mines) et des éboulements, chutes de pierres et de blocs. Par ailleurs, afin de mieux appréhender le risque d’affaissement de terrain, l'inventaire national des cavités souterraines permet de localiser celles situées sur la commune.
Le retrait-gonflement des sols argileux est susceptible d'engendrer des dommages importants aux bâtiments en cas d’alternance de périodes de sécheresse et de pluie. 39,3 % de la superficie communale est en aléa moyen ou fort (67,7 % au niveau départemental et 48,5 % au niveau national). Sur les 129 bâtiments dénombrés sur la commune en 2019, 46 sont en aléa moyen ou fort, soit 36 %, à comparer aux 72 % au niveau départemental et 54 % au niveau national. Une cartographie de l'exposition du territoire national au retrait gonflement des sols argileux est disponible sur le site du BRGM,.
Par ailleurs, afin de mieux appréhender le risque d’affaissement de terrain, l'inventaire national des cavités souterraines permet de localiser celles situées sur la commune.
Concernant les mouvements de terrains, la commune a été reconnue en état de catastrophe naturelle au titre des dommages causés par des mouvements de terrain en 1999.

## Toponymie
Selon Gaston Bazalgues, le toponyme Saint-Chels est basé sur l'hagiotoponyme chrétien Adelphus qui a donné Sant Elf puis Sant Chèl.
Dans ses monographies consacrées aux paroisses du diocèse de Cahors, le chanoine Edmond Albe affirme que le vrai nom de la paroisse de Saint-Chels serait celui du patron titulaire de l'église : saint Celse, qui fut martyr à Milan, avec saint Nazaire, sous le règne de Néron.
Les noms suivants sont mentionnés :
- S. Haelf en  1225, dans un acte des archives de Cajarc[36] ;
- Saint-Chels en 1286, dans pour un legs, dans le testament de Dorde Barasc[37]
- S. Hoelfs en 1231, nom d'un templier du Bastit, Arnaud de S. Hoelfs, témoin lors d'une donation faite à Leyme[38] ;
- St Sels, en 1348 dans un registre de Cajarc[39] ;
- prioratus sancti Adelphi seu Helphi de Chancelz en 1549, dans une bulle pontificale[40]. L'Adelphi de cette bulle prouve que le moine qui avait fait la supplique voyait dans le titulaire de l'église non pas le martyr Celse, mais quelque abbé de l'ordre de Saint Benoit : Adelphus, abbé de Remiremont au VIIe siècle (fête le 11 sept.) ou Hadulphus, abbé de Saint Vaast au VIIIe siècle (fête le 19 mai).

## Histoire

### Mentions de la paroisse
La paroisse est mentionnée en 1225 sous le nom de S. Haelf ; en 1286, Saint-Chels, pour un legs, dans le testament de Dorde Barasc ; en 1348, St Sels ; en 1549, prioratus sancti Adelphi seu Helphi de Chancelz, dans une bulle pontificale.
L'église de Saint-Chels était une annexe de l'église paroissiale Saint-Jean (ou Notre-Dame) de Marcilhac et toutes deux sont unies dès le XIIIe siècle au moins, à l'office de célerier du monastère.
Les curés sont ceux de Marcilhac. Il y avait un vicaire pour faire le service.
Quelques curés de la paroisse : Pradels, 1658 - Combettes, 1718 - Day, 1723 - Blanc, 1736 - Delpech ou Delpuech, 1737 - Larnaudie, 1742 - Delpech, 1748 - Louis Roques, 1748 - Bousquet, 1752 - Doucet, 1757 - Delsouc, 1758 - Combier, 1759 - Escalier, 1762 - Roques, 1789 - Rayssac, 1790 - Bessières, 1791. Ce dernier, malgré l'exemple donné par Combarieu, curé de Marcilhac, ne voulut prêter (février 91) le serment constitutionnel, qu'avec une réserve relative aux lois de l’Église romaine.
Saint-Chels faisait partie de l'archiprêtré de Figeac et, dès le XVIIe siècle, fut une des paroisses (avec Marcilhac) de la congrégation foraine d'Espédaillac. Il fait aujourd'hui partie du doyenné de Cajarc.
Les remaniements de 1860 et 1866 n'ont laissé absolument rien de l'église ancienne.
Village de Saint-Béro (?) de la commune, mais en partie seulement de la paroisse - Est-ce pour Saint-Véran ?

### La seigneurie
Elle était rattachée à la seigneurie de Larnagol et appartient par suite aux mêmes familles de Calvignac, Puycornet, Cessac (voir Larnagol).
Un état de 1631 porte : "Le sieur de Cessac, en est seigneur et le revenu est compris avec celui de Larnagol.
"Le sieur Méja, juge de Marcillac, a un tènement noble et seigneurial appelé du Rostat (ou Durestat, en la commune de Marcillac, mais plus près de Saint-Chels) et vaut 100 livres.
"La dîme est à 11. Elle vaut au célérier de Marcillac compris le quart du curé (lequel dépend de l'abbé, avec l'investitute de Cahors), 50 charges de blé par tiers (froment, seigle, baillarge).
"Il y a 25 feus" (Arch. Lot F 84)
en 1639, noble Charles de Cajarc avait du bien dans Saint-Chels (A Lot B 142).
En 1678, Saint-Chels appartenait aux de Laporte, seigneurs de Larnagol.
Famille Pezet : notaires de Saint-Chels XVII-XVIIIè. L'un d'eux, Benoit Pezet, bourgeois de Saint Cels, fut enterré, en 1755, dans la chapelle qu'il avait fait construire dans l'église de Saint-Chels. On trouve en 1778, Pierre-François Marmont de Pezet, écuyer, rue du Pin, à Figeac.
en 1788, Benoit Pezet, receveur particulier des finances - alliance avec la famille Dufau (note Champeval).

### La communauté
Saint-Chels était une communauté distincte de Marcillac, de l'élection de Figeac.
elle payait 1 835 livres d'imposition en 1787, dont 57 livres de charges locales.
Sa situation sur le causse, entre Lot et Célé, fit convoiter le fort par les compagnies anglaises qui s'en emparèrent à plusieurs reprises pendant la guerre de Cent Ans. Il reste encore quelques débris de fortifications.

## Politique et administration
| Période                                  | Période  | Identité          | Étiquette | Qualité |
| ---------------------------------------- | -------- | ----------------- | --------- | ------- |
| 1800                                     | 1804     | Jean Lacan        |           |         |
| 1805                                     | 1807     | François Merle    |           |         |
| 1807                                     | 1808     | Jean Lacan        |           |         |
| 1808                                     | 1816     | Louis Pezet-conte |           |         |
| 1816                                     | 1844     | Etienne Alibert   |           |         |
| 1844                                     | 1862     | Jean Louis Pezet  |           |         |
| 1862                                     | 1865     | Jean Pezet        |           |         |
| 1865                                     | 1870     | Antoine Flaujac   |           |         |
| 1870                                     | 1880     | Eugène Alibert    |           |         |
| 1881                                     | 1902     | Louis Pezet-conte |           |         |
| 2001                                     | 2014     | Jean Simon        |           |         |
| 2014                                     | En cours | Alain Gouget      |           |         |
| Les données manquantes sont à compléter. |          |                   |           |         |

## Démographie
L'évolution du nombre d'habitants est connue à travers les recensements de la population effectués dans la commune depuis 1793. Pour les communes de moins de 10 000 habitants, une enquête de recensement portant sur toute la population est réalisée tous les cinq ans, les populations de référence des années intermédiaires étant quant à elles estimées par interpolation ou extrapolation. Pour la commune, le premier recensement exhaustif entrant dans le cadre du nouveau dispositif a été réalisé en 2008.

En 2022, la commune comptait 142 habitants, en évolution de +0,71 % par rapport à 2016 (Lot : +1,31 %, France hors Mayotte : +2,11 %).
| 1793 | 1800 | 1806 | 1821 | 1831 | 1836 | 1841 | 1846 | 1851 |
| ---- | ---- | ---- | ---- | ---- | ---- | ---- | ---- | ---- |
| 258  | 271  | 329  | 239  | 264  | 252  | 252  | 271  | 558  |

| 1856 | 1861 | 1866 | 1872 | 1876 | 1881 | 1886 | 1891 | 1896 |
| ---- | ---- | ---- | ---- | ---- | ---- | ---- | ---- | ---- |
| 576  | 547  | 538  | 529  | 530  | 498  | 460  | 435  | 411  |

| 1901 | 1906 | 1911 | 1921 | 1926 | 1931 | 1936 | 1946 | 1954 |
| ---- | ---- | ---- | ---- | ---- | ---- | ---- | ---- | ---- |
| 348  | 325  | 297  | 254  | 224  | 203  | 169  | 174  | 162  |

| 1962 | 1968 | 1975 | 1982 | 1990 | 1999 | 2006 | 2008 | 2013 |
| ---- | ---- | ---- | ---- | ---- | ---- | ---- | ---- | ---- |
| 150  | 151  | 149  | 143  | 138  | 139  | 148  | 151  | 141  |

| 2018 | 2022 | - | - | - | - | - | - | - |
| ---- | ---- | - | - | - | - | - | - | - |
| 141  | 142  | - | - | - | - | - | - | - |

## Économie

### Emploi
|                | 2008  | 2013  | 2018  |
| -------------- | ----- | ----- | ----- |
| Commune        | 5,8 % | 6,3 % | 12 %  |
| Département    | 7,3 % | 8,9 % | 9,6 % |
| France entière | 8,3 % | 10 %  | 10 %  |

En 2018, la population âgée de 15 à 64 ans s'élève à 75 personnes, parmi lesquelles on compte 65,3 % d'actifs (53,3 % ayant un emploi et 12 % de chômeurs) et 34,7 % d'inactifs,. En  2018, le taux de chômage communal (au sens du recensement) des 15-64 ans est supérieur à celui du département et de la France, alors qu'en 2008 la situation était inverse.
La commune est hors attraction des villes,. Elle compte 11 emplois en 2018, contre 26 en 2013 et 45 en 2008. Le nombre d'actifs ayant un emploi résidant dans la commune est de 41, soit un indicateur de concentration d'emploi de 26,8 % et un taux d'activité parmi les 15 ans ou plus de 38,2 %.
Sur ces 41 actifs de 15 ans ou plus ayant un emploi, 11 travaillent dans la commune, soit 27 % des habitants. Pour se rendre au travail, 80,5 % des habitants utilisent un véhicule personnel ou de fonction à quatre roues, 4,9 % s'y rendent en deux-roues, à vélo ou à pied et 14,6 % n'ont pas besoin de transport (travail au domicile).

### Activités hors agriculture
11 établissements sont implantés  à Saint-Chels au 31 décembre 2019.
Le secteur de la construction est prépondérant sur la commune puisqu'il représente 36,4 % du nombre total d'établissements de la commune (4 sur les 11 entreprises implantées  à Saint-Chels), contre 13,9 % au niveau départemental.

### Agriculture
La commune est dans les Causses », une petite région agricole occupant une grande partie centrale du département du Lot. En 2020, l'orientation technico-économique de l'agriculture  sur la commune est l'élevage d'ovins ou de caprins.
|               | 1988 | 2000 | 2010  | 2020 |
| ------------- | ---- | ---- | ----- | ---- |
| Exploitations | 28   | 23   | 16    | 11   |
| SAU (ha)      | 889  | 891  | 1 222 | 960  |

Le nombre d'exploitations agricoles en activité et ayant leur siège dans la commune est passé de 28 lors du recensement agricole de 1988  à 23 en 2000 puis à 16 en 2010 et enfin à 11 en 2020, soit une baisse de 61 % en 32 ans. Le même mouvement est observé à l'échelle du département qui a perdu pendant cette période 60 % de ses exploitations,. La surface agricole utilisée sur la commune est restée relativement stable, passant de 889 ha en 1988 à 960 ha en 2020. Parallèlement la surface agricole utilisée moyenne par exploitation a augmenté, passant de 32 à 87 ha.

## Culture locale et patrimoine

### Lieux et monuments
- Église Saint-Celse de Saint-Chels.
- Moulin à vent du XVIIIe siècle, restauré en 1976.
- Vallée du Célé Site inscrit 30 août 1974.

### Mégalithisme
La commune dispose d'un très riche patrimoine mégalithique, dont 4 dolmens classés aux Monuments historiques, avec une forte proximité d'implantation géographique entre eux.
- Dolmen du Mas de Pezet : la table est brisée mais les longs orthostats sont encore en place. les fouilles y ont mis au jour un crâne humain daté du néolithique.  Inscrit MH (1988) Notice no PA00095225 44° 30′ 32″ N, 1° 48′ 05″ E
- Dolmen du Bout-de-la Combe : petit dolmen de 2 mètres de long pour 1 mètre de large qui a perdu sa table.
- Dolmen de Pourquayret : dolmen à vestibule dont les orthostats dépassent les 3 mètres de long. La table a disparu. Sa destruction fut en partie volontaire dans les années 1930[50].
- Dolmen du Devès.
- Dolmen d'Aubin : il dispose d'une table de 6,5 tonnes  Classé MH (1989) Notice no PA00095224 44° 32′ 48″ N, 1° 48′ 48″ E
- Dolmen des Agars : sous sa table de 4 mètres de long, les orthostats se sont un peu affaissés vers la droite.  Classé MH (1989) Notice no PA00095223 44° 32′ 51″ N, 1° 49′ 03″ E
- Dolmen du Pech d'Agaïo : le dolmen s'est effondré sur lui-même.  Classé MH (1989) Notice no PA00095226 44° 32′ 39″ N, 1° 49′ 00″ E

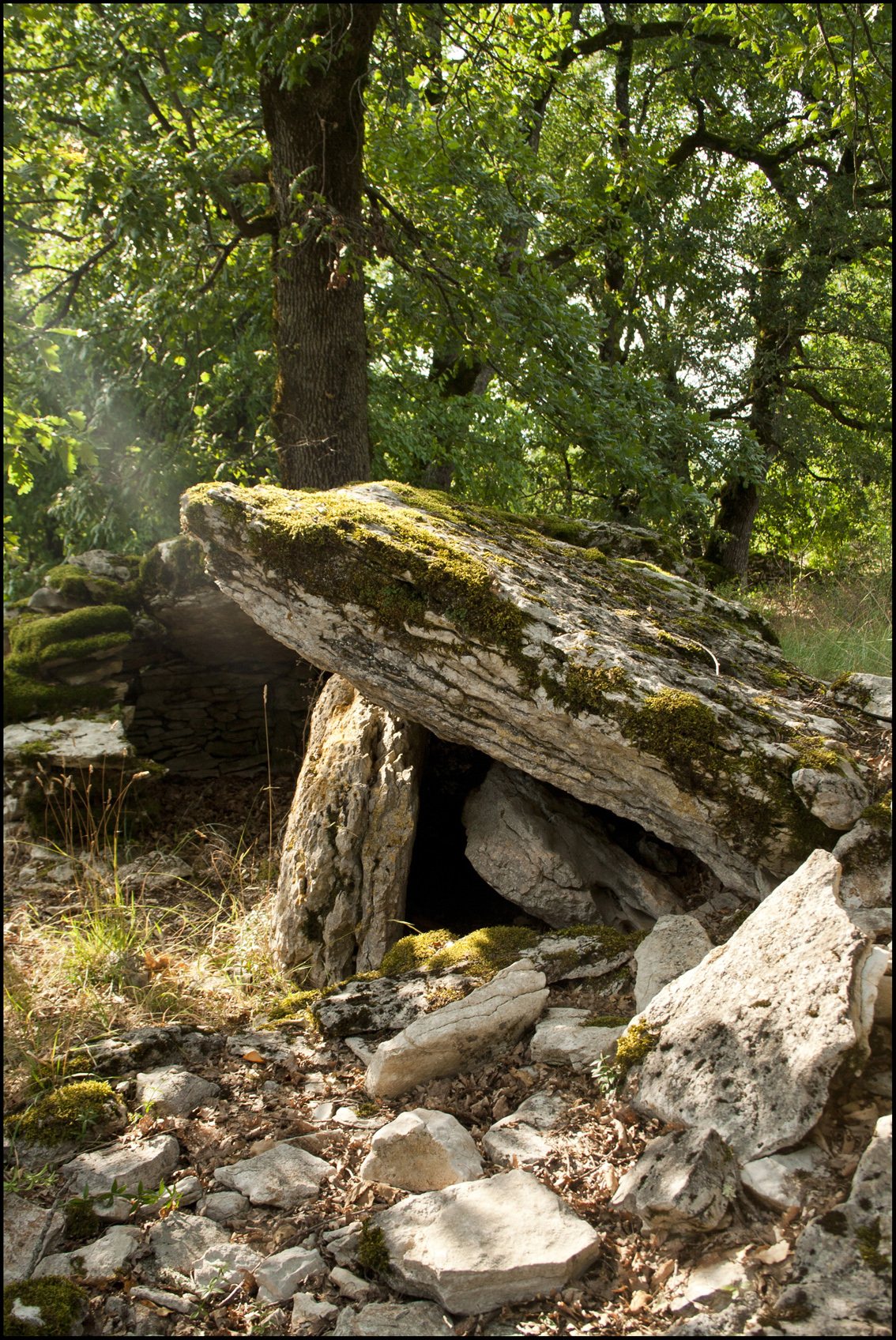
Dolmen du Pech d'Agaïo.
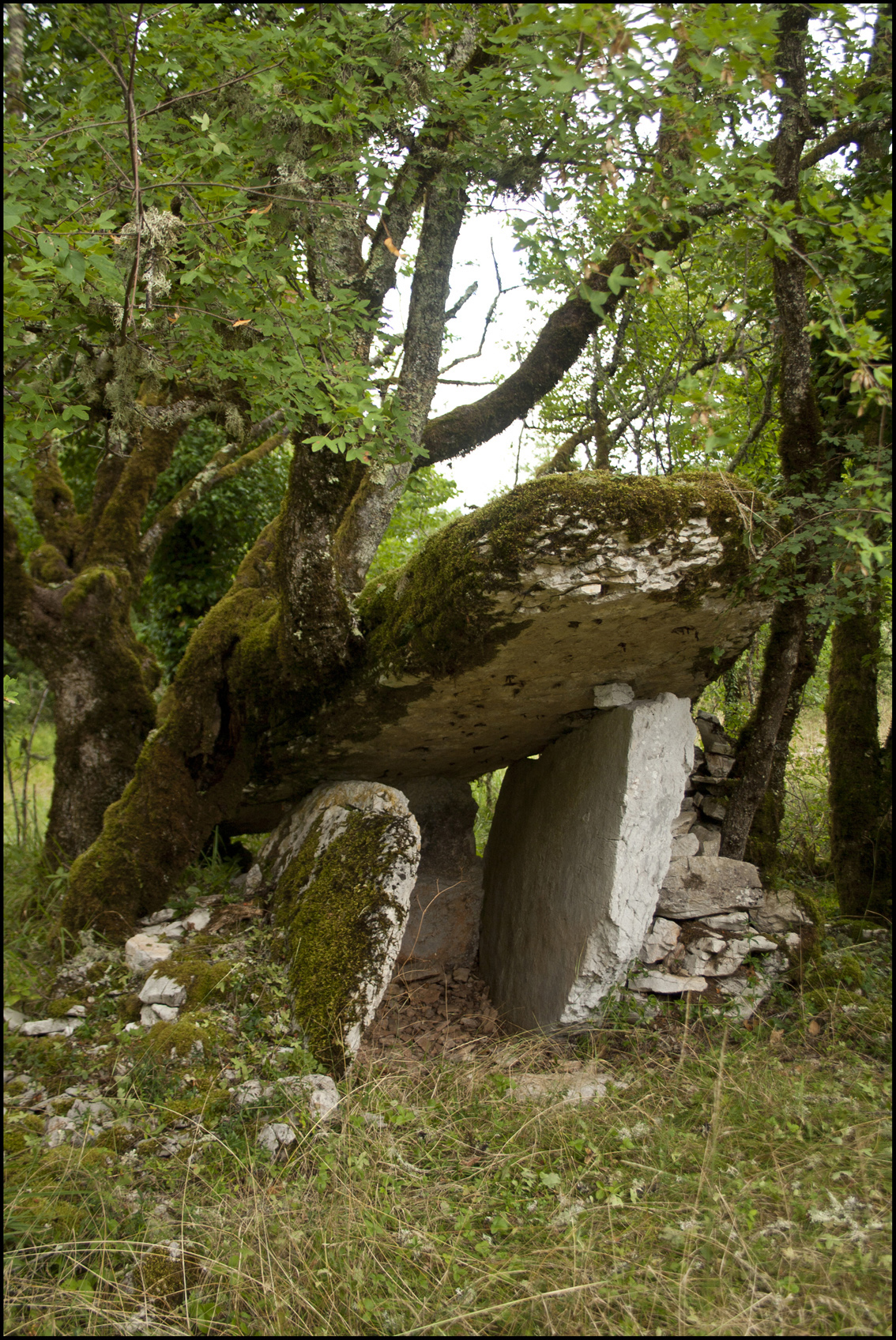
Dolmen des Agars.
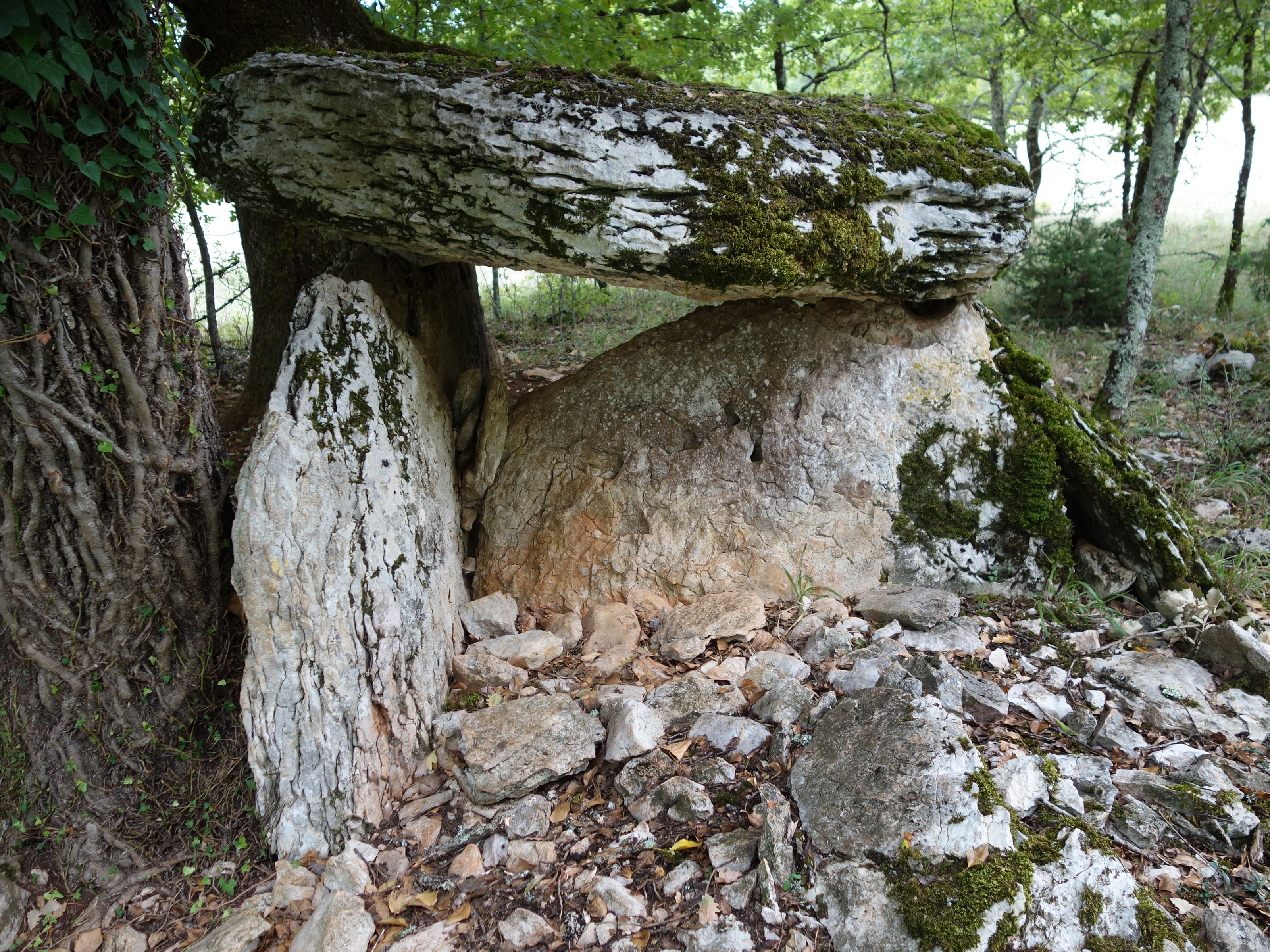
Dolmen d'Aubin.

#### Site de l'Insee
1. ↑  « La grille communale de densité », sur le site de l'Insee, 28 mai 2024 (consulté le 28 juin 2024).
2. ↑  Insee, « Métadonnées de la commune de Saint-Chels ».
3. ↑  « Base des aires d'attraction des villes 2020. », sur le site de l'Insee, 21 octobre 2020 (consulté le 28 juin 2024).
4. ↑  Marie-Pierre de Bellefon, Pascal Eusebio, Jocelyn Forest, Olivier Pégaz-Blanc et Raymond Warnod (Insee), « En France, neuf personnes sur dix vivent dans l’aire d’attraction d’une ville », sur le site de l'Insee, 21 octobre 2020 (consulté le 28 juin 2024).
5. 1 2  « Emp T1 - Population de 15 à 64 ans par type d'activité en 2018 à Saint-Chels » (consulté le 5 février 2022).
6. ↑  « Emp T1 - Population de 15 à 64 ans par type d'activité en 2018 dans le Lot » (consulté le 5 février 2022).
7. ↑  « Emp T1 - Population de 15 à 64 ans par type d'activité en 2018 dans la France entière » (consulté le 5 février 2022).
8. ↑  « Base des aires d'attraction des villes 2020 », sur site de l'Insee (consulté le 10 avril 2021).
9. ↑  « Emp T5 - Emploi et activité en 2018 à Saint-Chels » (consulté le 5 février 2022).
10. ↑  « ACT T4 - Lieu de travail des actifs de 15 ans ou plus ayant un emploi qui résident dans la commune en 2018 » (consulté le 5 février 2022).
11. ↑  « ACT G2 - Part des moyens de transport utilisés pour se rendre au travail en 2018 » (consulté le 5 février 2022).
12. ↑  « DEN T5 - Nombre d'établissements par secteur d'activité au 31 décembre 2019 à Saint-Chels » (consulté le 14 février 2022).
13. ↑  « DEN T5 - Nombre d'établissements par secteur d'activité au 31 décembre 2019 dans le Lot » (consulté le 14 février 2022).

#### Autres sources
1. ↑  Carte IGN sous Géoportail
2. 1 2  Daniel Joly, Thierry Brossard, Hervé Cardot, Jean Cavailhes, Mohamed Hilal et Pierre Wavresky, « Les types de climats en France, une construction spatiale », Cybergéo, revue européenne de géographie - European Journal of Geography, no 501,‎ 18 juin 2010 (DOI 10.4000/cybergeo.23155, lire en ligne, consulté le 14 novembre 2023)
3. ↑  « Zonages climatiques en France métropolitaine. », sur pluiesextremes.meteo.fr (consulté le 14 novembre 2023).
4. ↑  « Orthodromie entre Saint-Chels et Faycelles », sur fr.distance.to (consulté le 14 novembre 2023).
5. ↑  « Station Météo-France « Faycelles » (commune de Faycelles) - fiche climatologique - période 1991-2020 », sur donneespubliques.meteofrance.fr (consulté le 14 novembre 2023).
6. ↑  « Station Météo-France « Faycelles » (commune de Faycelles) - fiche de métadonnées. », sur donneespubliques.meteofrance.fr (consulté le 14 novembre 2023).
7. ↑  « Climadiag Commune : diagnostiquez les enjeux climatiques de votre collectivité. », sur meteofrance.fr, novembre 2022 (consulté le 14 novembre 2023).
8. ↑  « Les espaces protégés. », sur le site de l'INPN (consulté le 10 mai 2022).
9. ↑  « Liste des espaces protégés sur la commune », sur le site de l'inventaire national du patrimoine naturel (consulté le 2 septembre 2021).
10. ↑  « Le parc naturel régional des Causses du Quercy – charte 2012-2024 », sur parc-causses-du-quercy.fr (consulté le 8 mai 2021).
11. ↑  [PDF]« Le parc naturel régional des Causses du Quercy – charte 2012-2024 - le rapport », sur parc-causses-du-quercy.fr (consulté le 8 mai 2021).
12. ↑  « - fiche descriptive », sur le site de l'inventaire national du patrimoine naturel (consulté le 1er septembre 2021).
13. ↑  « le géoparc des Causses du Quercy », sur le site des Géoparks de l'Unesco (consulté le 26 août 2021).
14. ↑  « Géoparc des Causses du Quercy - fiche descriptive », sur le site de l'inventaire national du patrimoine naturel (consulté le 1er septembre 2021).
15. ↑  « Réserve naturelle d'intérêt géologique du département du Lot. », sur reserves-naturelles.org (consulté le 26 août 2021).
16. ↑  « la réserve naturelle nationale d'intérêt géologique du département du Lot - fiche descriptive », sur le site de l'inventaire national du patrimoine naturel (consulté le 2 septembre 2021).
17. ↑  Réseau européen Natura 2000, Ministère de la transition écologique et solidaire
18. ↑  « Liste des zones Natura 2000 de la commune de Saint-Chels », sur le site de l'Inventaire national du patrimoine naturel (consulté le 2 septembre 2021).
19. ↑  « site Natura 2000 FR7300913 - fiche descriptive », sur le site de l'inventaire national du patrimoine naturel (consulté le 2 septembre 2021).
20. 1 2  « Liste des ZNIEFF de la commune de Saint-Chels », sur le site de l'Inventaire national du patrimoine naturel (consulté le 2 septembre 2021).
21. ↑  « ZNIEFF les « bois et prairies du vallon du Verboul et des combes tributaires » - fiche descriptive », sur le site de l'inventaire national du patrimoine naturel (consulté le 2 septembre 2021).
22. ↑  « ZNIEFF les « combe de Bazos, bois de Mars, Camp du Verdier et pech de Fourès » - fiche descriptive », sur le site de l'inventaire national du patrimoine naturel (consulté le 2 septembre 2021).
23. ↑  « ZNIEFF la « rivière Célé » - fiche descriptive », sur le site de l'inventaire national du patrimoine naturel (consulté le 2 septembre 2021).
24. ↑  « ZNIEFF la « basse vallée du Célé » - fiche descriptive », sur le site de l'inventaire national du patrimoine naturel (consulté le 2 septembre 2021).
25. ↑  « CORINE Land Cover (CLC) - Répartition des superficies en 15 postes d'occupation des sols (métropole). », sur le site des données et études statistiques du ministère de la Transition écologique. (consulté le 14 avril 2021).
26. 1 2 3  « Les risques près de chez moi - commune de Saint-Chels », sur Géorisques (consulté le 17 octobre 2022).
27. ↑  BRGM, « Évaluez simplement et rapidement les risques de votre bien », sur Géorisques (consulté le 13 septembre 2022).
28. ↑  DREAL Occitanie, « CIZI », sur occitanie.developpement-durable.gouv.fr (consulté le 13 septembre 2022).
29. ↑  « Dossier départemental des risques majeurs dans le Lot », sur lot.gouv.fr (consulté le 13 septembre 2022), partie 1 -  chapitre Risque inondation.
30. ↑  « Dossier départemental des risques majeurs dans le Lot », sur lot.gouv.fr (consulté le 13 septembre 2022).
31. ↑  « Dossier départemental des risques majeurs dans le Lot », sur lot.gouv.fr (consulté le 13 septembre 2022), chapitre Mouvements de terrain.
32. 1 2  « Liste des cavités souterraines localisées sur la commune de Saint-Chels », sur georisques.gouv.fr (consulté le 13 septembre 2022).
33. ↑  « Retrait-gonflement des argiles », sur le site de l'observatoire national des risques naturels (consulté le 13 septembre 2022).
34. ↑  Gaston Bazalgues, « Les noms des communes du Parc », Les cahiers scientifiques du Parc naturel régional des Causses du Quercy, vol. 1,‎ 2014, p. 116 (lire en ligne)
35. ↑  Edmond Albe, Paulette Aupoix (transcription) et François Petitjean (transcription), Monographies des paroisses de la région Vers-Lot-Célé, Archives diocésaines de Cahors, Éditions Quercy.net, 1998
36. 1 2  Archives de Cajarc (DD 67)
37. 1 2  Guillaume Lacoste, Histoire générale de la province de Quercy, t. 2 (1re éd. 1883) (lire en ligne), p. 369.
38. ↑  Archives de Cajarc (DD 67), Doat, 124, f. 157
39. 1 2  registre de Cajarc de 1348
40. ↑  Reg. Vatic., 1782, f. 21
41. ↑  « Les maires de Saint-Chels », sur Site francegenweb, mars 2019 (consulté le 27 juillet 2019).
42. ↑  L'organisation du recensement, sur insee.fr.
43. ↑  Calendrier départemental des recensements, sur insee.fr.
44. ↑  Des villages de Cassini aux communes d'aujourd'hui sur le site de l'École des hautes études en sciences sociales.
45. ↑  Fiches Insee - Populations de référence de la commune pour les années 2006, 2007, 2008, 2009, 2010, 2011, 2012, 2013, 2014, 2015, 2016, 2017, 2018, 2019, 2020, 2021 et 2022.
46. ↑  « Les régions agricoles (RA), petites régions agricoles(PRA) - Année de référence : 2017 », sur agreste.agriculture.gouv.fr (consulté le 14 février 2022).
47. ↑  Présentation des premiers résultats du recensement agricole 2020, Ministère de l’agriculture et de l’alimentation, 10 décembre 2021
48. 1 2  « Fiche de recensement agricole - Exploitations ayant leur siège dans la commune de Saint-Chels - Données générales », sur recensement-agricole.agriculture.gouv.fr (consulté le 14 février 2022).
49. ↑  « Fiche de recensement agricole - Exploitations ayant leur siège dans le département du Lot » (consulté le 14 février 2022).
50. ↑  Bruno Marc, Dolmens et menhirs du Quercy : 25 circuits de découverte préhistorique, Sète, Nouvelles Presses du Languedoc, 2010, 115 p. (ISBN 978-2-35414-036-6), p. 59.